# たくまる
たくまるは、日本の作曲家、編曲家。山口県宇部市出身、在住。元チュンソフト所属。加藤恒太（かとう こうた）名義でも活動している。
50歳。

## 来歴
山口県宇部市生まれ。
小学生の頃からエレクトーンを習う傍らパソコンやオーディオ機器、シンセサイザーに興味を持ち、大人になったらそれらを全部使える仕事につきたいと思っていたが、ゲーム会社に入れば全部出来ると思いつきゲーム業界への道を目指す。
18歳で上京し、株式会社チュンソフトに入社。スーパーファミコン用ソフト『トルネコの大冒険 不思議のダンジョン』のサウンドプログラマーとして、キャリアをスタートする。
1994年に『かまいたちの夜』で作曲家としてデビュー。
ゲーム開発中当時は19歳だったこともあり、我孫子武丸に「若干19歳でかまいたちのテーマ曲を書いた」と雑誌などで紹介されたが、実際のタイトル画面等で使用されているテーマ曲は中嶋康二郎によるものである。この事は本人も密かに気にしているらしい。
チュンソフトに7年勤務した後、独立してフリーランスの作曲家となった後は、PCゲームを中心に数多くの作品で音楽制作を手がける傍ら、数多くの同人音楽サークルへのゲスト参加の他、自サークルNativeSenseでの同人音楽活動も行っている。
代表作『かまいたちの夜』『街』（共にチュンソフト）などの作品で知られるほか、片霧烈火との親交が深く、片霧とは商業と同人の両面で多面的な制作を続けている。
自他ともに認めるボーイズラブファンである。ボーイズラブゲームが作りたくてチュンソフトを退職した、と時折Twitterなどでも呟いているたくまるにとって、ボーイズラブゲームの初仕事となった『神無ノ鳥』は悲願の作品でもあり、同作では主題歌、音楽のみならず演出も手がけている。
テレビアニメ『CLANNAD』のエンディングテーマ『だんご大家族』では、自身初となるテレビアニメの主題歌の編曲およびコーラスを担当した。同曲のボーカルを担当している茶太とはパソコン通信（NiftyServe）時代からの友人である。
2007年にBaseSonSPICE*より発売されたBLゲーム『新婚さん～Sweet Sweet honeymoon～』の主題歌でボーカリストとして正式にクレジットされているが、実はそれ以前に別名義にてゲーム作品のボーカルを担当している。
2014年より古くからの友人であった大江戸宅急便のしまむら（鼻炎P）に誘われ、ボカロPとしての活動を始める。
主な使用VOCALOIDは鏡音レンである。
鏡音リンレンact1を所有はしていたものの、たくまる自身が生粋のApple信者でありMacでの調声が出来なかったため、初期の作品は調声を清水寺に依頼するなどしていたが、V4Xの発売によりMacでの調声が可能となり、以降は調声も自分で行うようになった。
ボカロ活動では、ラシ（音音P）とタッグを組む事が多く、氏の作品のマニピュレーターやミキシングを担当したり、自曲の作詞を依頼したりしている。

## NativeSense
NativeSense（ネイティブセンス）とは、2003年に結成された日本の音系同人サークルである。
活動初期は作曲、ボーカル、エンジニアリング等、楽曲製作に於けるほとんどの作業をたくまるが行い、オリジナルの楽曲を制作していたが、他サークルへの編曲や楽曲提供、S-hybridのsawamurahと合同でのCD製作などその活動の幅を広げていった。
しかし2005年に入ると同人活動を休止することを、自身ブログ内の11月17日の日記で宣言した。
その後、2010年より同人活動を再開し、現在はインディーズレーベルとして同人音楽以外の音楽活動も多角的に展開している。
2017年の12月15日に自身の代表曲である『ふたりの場所』をリイシューして、チェンバースレコーズからリリースした。
2021年の10月20日に法人化して、NativeSense合同会社となった。
2025年の2月5日に、クリエーター・アーティストのためのDiscordサーバー「Future Creators」を立ち上げた。

## 作品

### ゲーム作品ボーカル
- マリッジ☆KICK （2007年『 新婚さん ～Sweet Sweet honeymoon～』BaseSon SPICE＊制作）
- ホスト☆聖夜（2007年『長靴をはいたデコ』Lost Script製作。CHERRY PINK BOYS名義）
- ドンペリ・ロマンティック （2007年『長靴をはいたデコ』Lost Script製作。CHERRY PINK BOYS名義）

### リリース
- white chord

### 参加作品
- トルネコの大冒険　サウンドプログラミング、効果音
- かまいたちの夜　BGM（一部）、効果音
- 風来のシレン　サウンドプログラミング、効果音
- 街　BGM（一部）、効果音
- トルネコの大冒険２　シンセマニュピレート、効果音、MA
- トルネコの大冒険３　効果音、MA
- Candy（bitter&sweet） （2006年、『らぶドル 〜Lovely Idol〜』第3・13話挿入歌、作曲・編曲・コーラス）
- だんご大家族 （2007年、テレビアニメ『CLANNAD』EDテーマ、編曲・コーラス）
- 神無ノ鳥　OP曲、BGM、効果音、演出
- 恋姫†無双シリーズ　OP曲、ED曲、挿入歌、BGM（一部）
- 最果てのイマ OP曲、BGM（一部）
- 聖なるかな　BGM
- あした出会った少女　OP曲、BGM
- 何処へ行くの、あの日 OP曲、ED曲
- 妹 わたし、どんなことだって… BGM
- 蠅声の王　BGM
- 蠅声の王２　主題歌、挿入歌、BGM
- 長靴を履いたデコ　OP曲、挿入歌、BGM
- 妹選抜☆総選挙~365人の妹いちゃラブマニフェスト~　主題歌
- 戦国†恋姫〜乙女絢爛☆戦国絵巻〜　挿入歌、ED曲、BGM（一部）
- セカンドノベル 〜彼女の夏、15分の記憶〜　OP曲、ED曲 、BGM
- マジェスティック マジョリカル　BGM
- パズル探偵スカウト 失われたデータの陰謀　主題歌ミキシング（加藤恒大名義）
- NintendoSwitich、Steam版 ONE.　BGM編曲
- NintendoSwitch かまいたちの夜x3 予約特典アレンジCD「かまいたちの夜アニバーサリーアレンジパック」プロデュース、編曲

### 楽曲提供
- 片霧烈火
- 霜月はるか
- 茶太
- 佐藤利奈
- Lia
- 山口勝平
- 癒月
- 瑞沢渓
- 茅原実里
- 五条真由美